# Noda (Iwate)
Pour les articles homonymes, voir Noda (homonymie).
Noda (野田村, Noda-mura) est un village du district de Kunohe, situé dans la préfecture d'Iwate, au Japon.

## Géographie

### Situation
Le village de Noda se situe dans le nord-est de la préfecture d'Iwate, au bord de l'océan Pacifique, sur l'île de Honshū, au Japon.

### Démographie
Au 1er décembre 2015, la population de Noda s'élevait à 4 176 habitants répartis sur une superficie de 80,80 km2.

## Histoire
Noda a été officiellement fondé le 1er avril 1889.
Le village a été plusieurs fois sérieusement endommagé par des tsunamis : en 1896, en 1933 et en 2011 par le séisme de 2011 de la côte Pacifique du Tōhoku.